# Night Ranger
Night Ranger – amerykańska grupa rockowa lat 80. powstała w San Francisco, gdzie w okresie lat 80. i 90., po serii udanych albumów i singli uzyskała największą popularność. Pierwsze pięć albumów grupy sprzedano na całym świecie w liczbie ponad 10 milionów kopii, co dało im międzynarodową sławę.
Po sukcesie zespołu w latach 80., grupa rozpadła się w 1989 roku, ale jej członkowie postanowili dalej odnajdywać się muzycznie zarówno w grupach jak i solo. Kilku członków wydało album bez oryginalnego piosenkarza Jacka Bladesa w 1995 roku, lecz zespół wkrótce reaktywował się żeby wydać kolejne dwa albumy w drugiej połowie dekady. Pomimo odejścia z zespołu oryginalnego klawiszowca Alana Fitzgeralda i gitarzysty Jeffa Watsona grupa kontynuowała trasę koncertową w 2008 roku i nadal jest bardzo popularna w krajach azjatyckich, w tym w Japonii.

## Członkowie grupy

### Obecni członkowie
- Jack Blades – gitara basowa, rytmiczna i śpiew towarzyszący, gitara akustyczna, gitara rytmiczna (1979–1989, 1996–dzisiaj)
- Kelly Keagy – perkusja, instrumenty perkusyjne, śpiew i śpiew towarzyszący (1979–1989, 1991–dzisiaj)
- Brad Gillis – gitara rytmiczna i solowa, śpiew towarzyszący (1979–1989, 1991–dzisiaj)
- Joel Hoekstra – gitara rytmiczna i solowa, śpiew towarzyszący (2008–dzisiaj)
- Christian Matthew Cullen – klawisze, śpiew towarzyszący (2007–dzisiaj)

### Poprzedni członkowie
- Jeff Watson – gitara rytmiczna i solowa, śpiew towarzyszący, (1980–1989, 1991, 1996–2007)
- Alan Fitzgerald – klawisze, śpiew towarzyszący (1980–1988, 1996–2003)
- Gary Moon – gitara basowa, śpiew i śpiew towarzyszący (1991–1996)
- Michael Lardie – klawisze, śpiew towarzyszący (2003–2007)
- David Zaijcek – gitara rytmiczna, klawisze, śpiew towarzyszący (1995–1996)
- Jesse Bradman – klawisze, śpiew towarzyszący (1988–1989)
- Reb Beach – gitara prowadząca i rytmiczna, śpiew towarzyszący (2007–2008)

### Towarzyszący członkowie
- Jack Russell (Great White) – śpiew towarzyszący na Seven (1998 — multiple tracks)
- Tommy Shaw (Styx/Damn Yankees) – śpiew towarzyszący na Seven (1998 — utwór „Kong”)

## Dyskografia

### Albumy
| Albumy Studyjne                      | Albumy Studyjne | Albumy Studyjne                                          |
| Tytuł                                | Rok             | Szczegóły                                                |
| ------------------------------------ | --------------- | -------------------------------------------------------- |
| Dawn Patrol                          | 1982            | #115 BB200                                               |
| Midnight Madness                     | 1983            | #15 BB200; RIAA Platinum                                 |
| Seven Wishes                         | 1985            | #10 BB200 RIAA Platinum                                  |
| Big Life                             | 1987            | #28 BB200; RIAA Gold                                     |
| Man in Motion                        | 1988            | #81 BB200                                                |
| Feeding off the Mojo                 | 1995            |                                                          |
| Neverland                            | 1997            |                                                          |
| Seven                                | 1998            |                                                          |
| Hole in the Sun                      | 2007-08         | 2007 Released internationally; 2008 Released in the U.S. |
| Albumy "Live"                        |                 |                                                          |
| Tytuł                                | Rok             | Szczegóły                                                |
| Live in Japan                        | 1990            |                                                          |
| Rock in Japan '97                    | 1997            | Japanese release                                         |
| Rock Breakout Years: 1984            | 2005            |                                                          |
| The Best of Night Ranger Live        | 2006            |                                                          |
| Night Ranger Live                    | 2007            |                                                          |
| Extended Versions                    | 2007            |                                                          |
| Rockin' Shibuya 2007                 | 2008            | Japanese release                                         |
| Kompilacje                           |                 |                                                          |
| Tytuł                                | Rok             | Szczegóły                                                |
| Greatest Hits                        | 1989            | RIAA Gold                                                |
| Rock Masterpiece Collection          | 1998            |                                                          |
| Keep Rockin': Best Selection '97–'98 | 1998            |                                                          |
| The Millennium Collection            | 2000            |                                                          |
| Hits, Acoustic & Rarities            | 2005            | Re-recorded hits                                         |

### Single
| Rok  | Utwór                                        | US Hot 100 | US Mainstream Rock | Album            |
| ---- | -------------------------------------------- | ---------- | ------------------ | ---------------- |
| 1983 | "Don't Tell Me You Love Me"                  | 40         | 4                  | Dawn Patrol      |
| 1983 | "Sing Me Away"                               | 54         | 39                 | Dawn Patrol      |
| 1983 | "(You Can Still) Rock in America"            | 51         | 15                 | Midnight Madness |
| 1984 | "Sister Christian"                           | 5          | 2                  | Midnight Madness |
| 1984 | "When You Close Your Eyes"                   | 14         | 14                 | Midnight Madness |
| 1985 | "Sentimental Street"                         | 8          | 3                  | Seven Wishes     |
| 1985 | "Four in the Morning (I Can't Take Anymore)" | 19         | 13                 | Seven Wishes     |
| 1985 | "Goodbye"                                    | 17         | 16                 | Seven Wishes     |
| 1987 | "The Secret of My Success"                   | 64         | 12                 | Big Life         |
| 1987 | "Hearts Away"                                | 90         | –                  | Big Life         |
| 1988 | "I Did It for Love"                          | 75         | 16                 | Man in Motion    |
| 1988 | "(Don't Start Thinking) I'm Alone Tonight"   | –          | –                  | Man in Motion    |

## W mediach

### Teatr muzyczny
Piosenka Night Ranger „Sister Christian” pojawiła się podwójnie w produkcji Off-Broadway Power Balladz i zdobyła nagrodę Broadway hit Rock of Ages.